# Fiona Cheong
Fiona Cheong (nascida em 1961) é uma romancista e acadêmica natural de Singapura. Cheong é atualmente uma professora assistente na Universidade de Pittsburgh, função que exerce desde 1995. Ela escreveu dois romances, The Scent of the Gods (1991), que foi nomeado para o National Book Award, e Shadow Theatre (2002).

## Formação
Embora seu pai tenha desencorajado Cheong de seguir a carreira de escritora, ela obteve um B.A. em Inglês e um M.F.A em Escrita Criativa pela Universidade Cornell. Dentre as instituições onde lecionou estão Universidade Howard, Universidade Cornell e no Hurston-Wright Writers Workshop. Ela também foi jurada do Prêmio de Literatura Drue Heinz e do Prêmio do Massachusetts Council for the Arts. Além de lecionar, ela também é cofundadora do Asian American Writers Forum e do The Writers of Color Workshop da Universidade de Pittsburgh.

## Obra
A ficção de Cheong concentra-se principalmente na sexualidade adolescente, temas pós-coloniais e política. Junto com The Scent of the Gods e Shadow Theatre, o trabalho de Cheong também apareceu em Charlie Chan is Dead: An Anthology of Contemporary Asian American Literature (1993), Tilting the Continent: Southeast Asian American Writing (2000).
Ela também está escrevendo um livro sobre ensino e redação. Além de ser uma escritora de ficção, Cheong está interessada em novas maneiras de ensinar os alunos a escrever e identificar como os escritores podem superar o bloqueio do escritor. Ela aborda o processo de escrita em seu curso de pós-graduação, Studio for Creativity.

## Prêmios
Cheong recebeu o prêmio Innovation in Education do Provost Office da University of Pittsburgh em 2006. Ela também recebeu uma bolsa de estudos do Pennsylvania Council on the Arts em 2007 e o prêmio "Make It Your Own" da Case Foundation por seu projeto, Re-Imagining Our City, em 2008. O projeto visa colaborar com os jovens da região para criar espaços verdes para o Hill District.